# 330 (عدد)
330 هو عدد صحيح، يلي العدد 329 وويسبق العدد 331.

## في الرياضيات

### خصائص
- عدد طبيعي.[3]
- عدد زوجي.[4][5]
- عدد موجب،[6] السالب منه هو -330.[7]

## في التاريخ
- 330 هـ هي سنة في التقويم الهجري.
- هي سنة 330 م في التقويم الميلادي.

## وصلات خارجية
الأعداد الصاتمة، ديوان اللغة العربية.